# Distrito electoral federal 9 del estado de México
El IX Distrito Electoral Federal del Estado de México es uno de los 300 Distritos Electorales en los que se encuentra dividido el territorio de México para la elección de diputados federales y uno de los 40 en los que se divide el Estado de México. Su cabecera es San Felipe del Progreso.
El Distrito IX se localiza al oeste del Estado de México, al norte del Valle de Toluca, desde 2017 está integrado por los municipios de Donato Guerra, San Felipe del Progreso, San José del Rincón, Villa de Allende y Villa Victoria. Lo conforman 185 secciones electorales en el distrito. 

## Distritaciones anteriores

### Distritación 1977 - 1996
Entre 1977 a 1996 el Distrito IX se encontraba en otra zona del estado en el extremo noreste del municipio de Nezahualcóyotl.

### Distritación 1996 - 2005
Entre 1996 a 2005 el Distrito IX se localizaba al norte del Valle de Toluca, pero los municipios que o integraban eran Almoloya de Juárez, Isidro Fabela, Ixtlahuaca, Jiquipilco y Temoaya. Su cabecera distrital era Ixtlahuaca de Rayón.

### Distritación 2005 - 2017
De 2005 a 2014 el Distrito IX se localizaba al norte del Valle de Toluca, estuvo conformado por los municipios de Ixtlahuaca, Otzolotepec, San Felipe del Progreso y Temoaya. Su cabecera distrital era Ixtlahuaca de Rayón.

### Distritación 2017 - 2022
Tras la distritación electoral nacional de 2014-2017 llevada a cabo por el Instituto Nacional Electoral el territorio del distrito electoral fue ubicado al occidente del Valle de Toluca, fue integrado por los municipios de Donato Guerra, San Felipe del Progreso, San José del Rincón, Villa de Allende y Villa Victoria. Su cabecera distrital era San Felipe del Progreso.

## Diputados por el distrito
| Legislatura                                               | Periodo                                           | Diputado                       | Grupo parlamentario                  |
| --------------------------------------------------------- | ------------------------------------------------- | ------------------------------ | ------------------------------------ |
| I                                                         | 7 de diciembre de 1857-17 de mayo de 1861         |                                |                                      |
| II                                                        | mayo de 1861-mayo de 1863                         |                                |                                      |
| III                                                       | 20 de octubre de 1863-1865                        |                                |                                      |
| IV                                                        | 5 de noviembre de 1867-14 de septiembre de 1868   |                                |                                      |
| V                                                         | 15 de septiembre de 1869-15 de septiembre de 1871 |                                |                                      |
| VI                                                        | 15 de septiembre de 1871-15 de septiembre de 1873 |                                |                                      |
| VII                                                       | 15 de septiembre de 1873-15 de septiembre de 1875 |                                |                                      |
| VIII                                                      | 15 de septiembre de 1875-22 de mayo de 1878       |                                |                                      |
| IX                                                        | 2 de septiembre de 1878-15 de septiembre de 1880  |                                |                                      |
| X                                                         | 16 de septiembre de 1880-15 de septiembre de 1882 |                                |                                      |
| XI                                                        | 16 de septiembre de 1882-15 de septiembre de 1884 |                                |                                      |
| XII                                                       | 16 de septiembre de 1884-15 de septiembre de 1886 |                                |                                      |
| XIII                                                      | 16 de septiembre de 1886-15 de septiembre de 1888 |                                |                                      |
| XIV                                                       | 16 de septiembre de 1888-15 de septiembre de 1890 |                                |                                      |
| XV                                                        | 16 de septiembre de 1890-15 de septiembre de 1892 |                                |                                      |
| XVI                                                       | 16 de septiembre de 1892-15 de septiembre de 1894 |                                |                                      |
| XVII                                                      | 16 de septiembre de 1894-15 de septiembre de 1896 |                                |                                      |
| XVIII                                                     | 16 de septiembre de 1896-15 de septiembre de 1898 |                                |                                      |
| XIX                                                       | 16 de septiembre de 1898-15 de septiembre de 1900 |                                |                                      |
| XX                                                        | 16 de septiembre de 1900-15 de septiembre de 1902 |                                |                                      |
| XXI                                                       | 16 de septiembre de 1902-15 de septiembre de 1904 |                                |                                      |
| XXII                                                      | 16 de septiembre de 1904-15 de septiembre de 1906 |                                |                                      |
| XXIII                                                     | 16 de septiembre de 1906-15 de septiembre de 1908 |                                |                                      |
| XXIV                                                      | 16 de septiembre de 1908-15 de septiembre de 1910 |                                |                                      |
| XXV                                                       | 16 de septiembre de 1910-15 de septiembre de 1912 |                                |                                      |
| XXVI                                                      | 16 de septiembre de 1912-10 de octubre de 1913    | Isidro Fabela Alfaro           |                                      |
| XXVI (bis)                                                | 16 de noviembre de 1913-5 de agosto de 1914       |                                |                                      |
| Constituyente                                             | 1 de diciembre de 1916-5 de febrero de 1917       | Jesús Fuentes Dávila           |                                      |
| XXVII                                                     | 15 de abril de 1917-31 de agosto de 1918          | Ismael Díaz González           |                                      |
| XXVIII                                                    | 1 de septiembre de 1918-31 de agosto de 1920      |                                |                                      |
| XXIX                                                      | 1 de septiembre de 1920-31 de agosto de 1922      | Ángel Alanís Fuentes           |                                      |
| XXX                                                       | 1 de septiembre de 1922-31 de agosto de 1924      | Isidro Fabela Alfaro           |                                      |
| XXXI                                                      | 1 de septiembre de 1924-31 de agosto de 1926      | Clemente Trueba                |                                      |
| El 9 distrito es suprimido en _. Es restablecido en 1961. |                                                   |                                |                                      |
| XLV                                                       | 1 de septiembre de 1961-31 de agosto de 1964      | Froylán Barrios Villalobos     | Partido Revolucionario Institucional |
| XLVI                                                      | 1 de septiembre de 1964-31 de agosto de 1967      | Enedino Ramón Macedo           | Partido Revolucionario Institucional |
| XLVII                                                     | 1 de septiembre de 1967-31 de agosto de 1970      | Ángel Bonifaz Ezeta            | Partido Revolucionario Institucional |
| XLVIII                                                    | 1 de septiembre de 1970-31 de agosto de 1973      | Román Ferrat Solá              | Partido Revolucionario Institucional |
| XLIX                                                      | 1 de septiembre de 1973-31 de agosto de 1976      | Cuauhtémoc Sánchez B.          | Partido Revolucionario Institucional |
| L                                                         | 1 de septiembre de 1976-31 de agosto de 1979      | Juan Ortiz Montoya             | Partido Revolucionario Institucional |
| LI                                                        | 1 de septiembre de 1979-31 de agosto de 1982      | Eugenio Rosales Gutiérrez      | Partido Revolucionario Institucional |
| LII                                                       | 1 de septiembre de 1982-31 de agosto de 1985      | Moisés Raúl López Laines       | Partido Revolucionario Institucional |
| LIII                                                      | 1 de septiembre de 1985-31 de agosto de 1988      | Jesús Alcántara Miranda        | Partido Revolucionario Institucional |
| LIV                                                       | 1 de septiembre de 1988-31 de octubre de 1991     | Rafael Garay Cornejo           | Partido Revolucionario Institucional |
| LV                                                        | 1 de noviembre de 1991-31 de octubre de 1994      | Moisés Armenta Vega            | Partido Revolucionario Institucional |
| LVI                                                       | 1 de noviembre de 1994-31 de agosto de 1997       | Aurelio Salinas Ortiz          | Partido Revolucionario Institucional |
| LVII                                                      | 1 de septiembre de 1997-25 de abril de 2000       | Sergio Valdés Arias            | Partido de la Revolución Democrática |
| LVII                                                      | 25 de abril de 2000-5 de julio de 2000            | Vacante                        | Partido de la Revolución Democrática |
| LVII                                                      | 5 de julio de 2000-31 de agosto de 2000           | Sergio Valdés Arias            | Partido de la Revolución Democrática |
| LVIII                                                     | 1 de septiembre de 2000-31 de agosto de 2003      | Ismael Estrada Colín           | Partido Revolucionario Institucional |
| LIX                                                       | 1 de septiembre de 2003-31 de agosto de 2006      | Blanca Estela Gómez Carmona    | Partido Revolucionario Institucional |
| LX                                                        | 1 de septiembre de 2006-1 de marzo de 2009        | Elda Gómez Lugo                | Partido Revolucionario Institucional |
| LX                                                        | 1 de marzo de 2009-24 de marzo de 2009            | Vacante                        | Partido Revolucionario Institucional |
| LX                                                        | 24 de marzo de 2009-30 de abril de 2009           | Elda Gómez Lugo                | Partido Revolucionario Institucional |
| LX                                                        | 30 de abril de 2009-13 de julio de 2009           | Vacante                        | Partido Revolucionario Institucional |
| LX                                                        | 13 de julio de 2009-10 de agosto de 2009          | Elda Gómez Lugo                | Partido Revolucionario Institucional |
| LX                                                        | 10 de agosto de 2009-31 de agosto de 2009         | Vacante                        | Partido Revolucionario Institucional |
| LXI                                                       | 1 de septiembre de 2009-31 de agosto de 2012      | Eduardo Zarzosa Sánchez        | Partido Revolucionario Institucional |
| LXII                                                      | 1 de septiembre de 2012-21 de mayo de 2014        | José Manzur Quiroga            | Partido Revolucionario Institucional |
| LXII                                                      | 19 de junio de 2014-31 de agosto de 2015          | Leticia Mejía García           | Partido Revolucionario Institucional |
| LXIII                                                     | 1 de septiembre de 2015-1 de marzo de 2018        | Dora Elena Real Salinas        | Partido Revolucionario Institucional |
| LXIII                                                     | 1 de marzo de 2018-3 de agosto de 2018            | Pera Pérez Reyes               | Partido Revolucionario Institucional |
| LXIII                                                     | 3 de julio de 2018-31 de agosto de 2018           | Dora Elena Real Salinas        | Partido Revolucionario Institucional |
| LXIV                                                      | 1 de septiembre de 2018-16 de febrero de 2021     | Eduardo Zarzosa Sánchez        | Partido Revolucionario Institucional |
| LXIV                                                      | 16 de febrero de 2021-16 de febrero de 2021       | Jesús Wenceslao Rangel de la O | Partido Revolucionario Institucional |
| LXV                                                       | 1 de septiembre de 2021-14 de abril de 2024       | Eduardo Zarzosa Sánchez        | Partido Revolucionario Institucional |
| LXV                                                       | 17 de abril de 2024-20 de abril de 2024           | Juan Manuel González Rubio     | Partido Revolucionario Institucional |
| LXV                                                       | 20 de abril de 2024-24 de abril de 2024           | Eduardo Zarzosa Sánchez        | Partido Revolucionario Institucional |
| LXV                                                       | 25 de abril de 2024-3 de junio de 2024            | Juan Manuel González Rubio     | Partido Revolucionario Institucional |
| LXV                                                       | 3 de junio de 2024-31 de agosto de 2024           | Eduardo Zarzosa Sánchez        | Partido Revolucionario Institucional |
| LXVI                                                      | 1 de septiembre de 2024-                          | Iván Marín Rangel              | Partido Verde Ecologista de México   |

## Resultados Electorales

### Elecciones de 2024
|  | 56.57 % |

|  | 34.53 % |

|  | 4.82 % |

|  | 0.02 % |

|  | 4.06 % |

|  | 100.0 % |

|  | 64.00 % |

### Elecciones de 2021
|  | 52.62 % |

|  | 23.63 % |

|  | 8.08 % |

|  | 6.84 % |

|  | 2.09 % |

|  | 1.52 % |

|  | 0.95 % |

|  | 0.72 % |

|  | 0.02 % |

|  | 3.53 % |

|  | 100.00 % |

|  | 62.14 % |

### Elecciones de 2018
|  | 43.22 % |

|  | 30.58 % |

|  | 21.77 % |

|  | 0.03 % |

|  | 4.40 % |

|  | 100.00 % |

|  | 69.59 % |

### Elecciones de 2009
|  | 41.38 % |

|  | 24.92 % |

|  | 18.69 % |

|  | 6.84 % |

|  | 2.23 % |

|  | 0.63 % |

|  | 0.60 % |